# I was born
I was born（アイ　ワズ　ボーン）は、吉野弘の散文詩。

## 初出等
吉野弘が26歳の頃の作品で、1952年（昭和27年）に雑誌「詩学」に投稿された。彼にとっては2作目の詩となる。
作品の初出は吉野弘の第一詩集『消息』（1957年）だが、その二年後に出版された『幻・方法』にも再録されている。
なお、再録にあたって「淋しい　光りの～」という箇所は「つめたい　光りの～」に改められている。作者は後者のヴァリアントを採りたいと述べているが、アンソロジーなど、詩集の多くでは「淋しい」と「つめたい」が混在している状況である。

## 内容
少年とその父との会話が中心となる散文詩。英語を学習したての少年がある妊婦とすれ違った際、日本語でも英語でも「生まれる」は受動態であることに気づき、ともに歩いていた父にその発見を伝える。父は少年の言葉を受け、かつて友人にすすめられて観察したカゲロウの話をする。カゲロウはものを食べないため口がなく、成虫になってからの寿命も短い。父が顕微鏡で観察したカゲロウの腹には無数の卵が詰まっていた。そのカゲロウの観察から数日後に母が亡くなったことを父は少年に教える。少年は、自分の肉体が母の胎内を満たしていたことに思いを馳せる。

## 評価
詩人の八木忠栄はこの作品について、吉野弘の最高傑作であり、現代詩が生んだ最高傑作の一つであると評価している。
また、吉野弘の母校である山形県立酒田商業高等学校では、I was bornの銘版が職員室前に掲示されていた。これは同窓会が2004年（平成16年）5月に寄贈したものであり、吉野弘のI was bornを後世に伝えていくことをその目的としている。2012年（平成24年）4月の同校統合後は山形県立酒田光陵高等学校の職員用玄関に掲げられている。

## 註釈
1. ↑  大岡信編『現代史の観賞101新装版』86頁。
2. ↑  “紫紺同窓会”.   山形県立酒田商業高等学校ホームページ. 2007年12月26日時点のオリジナルよりアーカイブ。2011年5月9日閲覧。
3. ↑  “酒田出身の詩人、吉野弘さん死去　「祝婚歌」などの叙情詩、平易で温かく”. 山形新聞. (2014年1月21日).  オリジナルの2014年1月22日時点におけるアーカイブ。 2014年2月22日閲覧。